# .na
Pour les articles homonymes, voir NA.

Évolution de l'allocation de domaines en .na, des années 1990 aux années 2020

.na est le domaine de premier niveau national (country code top level domain : ccTLD) réservé à la Namibie.